# Beechcraft L-23 Seminole
Beechcraft L-23 Seminole (sau định danh U-8) là tên định danh của quân đội Mỹ cho loại Beechcraft Twin Bonanza và Queen Air.

## Biến thể

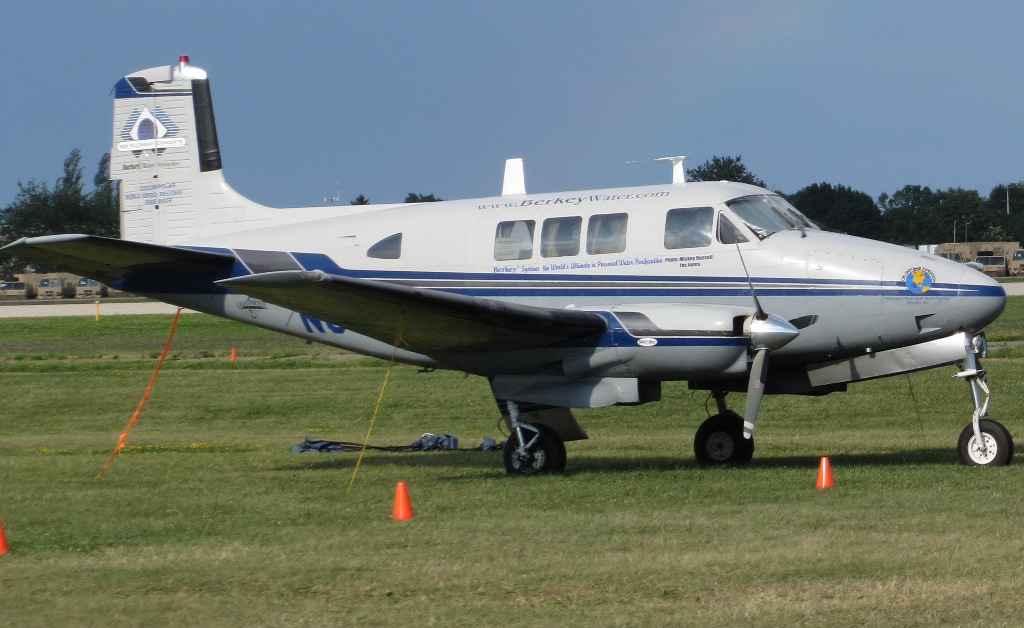
Beechcraft U-8F

YL-23
L-23A
L-23B
XL-23C
L-23D
RL-23D
L-23E
L-23F
U-8D
RU-8D
U-8E
U-8F
NU-8F
U-8G

## Quân sự
Pakistan
- Lục quân Pakistan

 Hoa Kỳ
- Lục quân Hoa Kỳ

## Tính năng kỹ chiến thuật (L-23D)
Đặc điểm tổng quát
- Kíp lái: 1-2
- Sức chứa: 5 hành khách
- Chiều dài: 31 ft 6 in (9,61 m)
- Sải cánh: 45 ft 3 in (13,78 m)
- Chiều cao: 11 ft 6 in (3,51 m)
- Diện tích cánh: 277 ft² (25,7 m²)
- Trọng lượng rỗng: 5.010 lb (2.270 kg)
- Trọng lượng cất cánh tối đa: 7000 lb (3175 kg)
- Động cơ: 2 ×  Lycoming GSO-480-A1A6 (Military designation O-480-1), 340 hp (253 kW)  mỗi chiếc

 Hiệu suất bay 
- Vận tốc cực đại: 270 mph (235 knot, 432 km/h)
- Tầm bay: 1,000 mi (870 hải lý, 1.600 km)
- Trần bay: 30.000 ft (9144 m)
- Vận tốc lên cao: 1.614 ft/phút (8,2 m/s)